# Bela de Saint-Omer
Bela de Saint-Omer est un chevalier français, descendant d'une famille de Fauquembergues, possédant le titre de châtelains du château éponyme de Saint-Omer.
Son père, Nicolas Ier de Saint-Omer, reçoit des terres en Béotie au lendemain de la quatrième croisade. Il épouse par la suite Marguerite de Hongrie, veuve de Boniface de Montferrat, seigneur de Thessalonique (mort en 1207). Il est peu clair à quelle date le mariage a lieu : les récits traditionnels mentionnent que Nicolas est déjà mort en 1212 ou en 1214, mais F. Van Tricht, de son côté, date le mariage à une date postérieure à 1217.
Bela, qui porte le nom de son grand-père maternel, Béla III de Hongrie, est le fils aîné du couple, suivi de son frère, Guillaume,. En 1240, Bela épouse la sœur du seigneur d'Athènes et de Thèbes, Guy Ier de La Roche. Comme partie de sa dot, il reçoit la moitié des terres de Thèbes comme domaine,. Ensemble, ils ont trois fils, Nicolas II de Saint-Omer (mort en 1294), qui lui succède à Thèbes, Othon de Saint-Omer (mort avant 1299), et Jean de Saint-Omer (mort en 1311), qui devient maréchal de la principauté d'Achaïe,.